# Алфредо Алвес Тіноко
Алфредо Алвес Тіноко (порт. Alfredo Alves Tinoco; 2 грудня 1904, Ріо-де-Жанейро — 4 липня 1975, Ріо-де-Жанейро) — бразильський футболіст, що грав на позиції півзахисника за клуб «Васко да Гама», а також національну збірну Бразилії.
Дворазовий переможець Ліги Каріока.

## Клубна кар'єра
У футболі дебютував 1929 року виступами за команду «Васко да Гама», кольори якої і захищав протягом усієї своєї кар'єри гравця, що тривала шість років.

## Виступи за збірну
1934 року дебютував в офіційних матчах у складі національної збірної Бразилії. Протягом кар'єри у національній командіпровів у її формі 1 матч на чемпіонаті світу 1934 року в Італії проти збірної Іспанії (1-3).
Помер 4 липня 1975 року на 71-му році життя у місті Ріо-де-Жанейро.

## Титули і досягнення
- Переможець Ліги Каріока (2):

«Васко да Гама»: 1929, 1934